# فهد المولد
فهد المولد (عربی: فهد مساعد المولد؛ زاده ۱۴ سپتامبر ۱۹۹۴) یک بازیکن فوتبال اهل عربستان سعودی بود.
وی همچنین در تیم ملی فوتبال عربستان سعودی بازی کرده‌ بود .وی همچنین بدلیل باز بودن پرونده دوپینگ در Wada با اقدام محافظه کارانه اروه رنار و فدارسیون فوتبال عربستان سعودی از لیست این تیم برای مسابقات جام جهانی ۲۰۲۲ قطر خط خورده بود.
وی در ۱۴ سپتامبر ۲۰۲۴ در یک سو قصد جانی توسط یک مرد ایرانی تبار و در اثر سقوط از ارتفاع در دبی درگذشت:؛ پیکر وی در ۲۰ سپتامبر از دبی به ریاض منتقل شد.

## سانحه سقوط از ارتفاع
وی در ۱۴ سپتامبر ۲۰۲۴ و در حالی که پس از مسابقه مقدماتی جام جهانی در شانگهای برابر چین برای استراحت به دبی رفته بود ؛ از آپارتمان شخصیش اش در دبی به شکل مشکوکی سقوط کرد به بیمارستانی در دبی منتقل شد ؛ کنسولگری عربستان سعودی در دبی این مسئله را تایید کرد و اعلام کرد ، وی برای ادامه درمان به ریاض منتقل می شود ؛ پلیس دبی یک فرد ایرانی به نام امین ثمره مرادی را دستگیر کرده است. تحقیقات در این باره نشان میدهد ؛ فرد دستگیر شده که روز قبل با یک پرواز فلای دبی از کرمان به دبی آمده ضمن تایید جرم ، ادعا می کند که انتقام تجاوز جنسی و دستکاری بکارت و دخول مضاعف و بی رویه به دخترش توسط مامورین حراست عربستانی تبار فرودگاه بین‌المللی دبی در سال ۲۰۱۵ را از این بازیکن فوتبال عربستانی گرفته است.